# Jaime Gómez
Jaime Gómez (29 de desembre de 1929 - 4 de maig de 2008) fou un futbolista mexicà.

## Selecció de Mèxic
Va formar part de l'equip mexicà a la Copa del Món de 1958.